# 克莱尔·M·弗雷泽
克莱尔·M·弗雷泽（英語：Claire M. Fraser，1955年—）是一位美国基因组学家和微生物学家，克萊格·凡特的第二任妻子，2021年的美国科学促进会主席。